# Championnat d'Europe de skeleton 1981
Navigation
Édition suivante
Le championnat d'Europe de skeleton 1981, première édition du championnat d'Europe de skeleton, a eu lieu le 22 février 1981 à Innsbruck, en Autriche. Il a été remporté par l'Autrichien Gert Elsässer devant son compatriote Christian Mark et l'Italien Antonio Morelli.